# Kamenná Lhota
Kamenná Lhota är en ort i Tjeckien.   Den ligger i regionen Vysočina, i den centrala delen av landet, 80 km sydost om huvudstaden Prag. Kamenná Lhota ligger 517 meter över havet och antalet invånare är 247.
Terrängen runt Kamenná Lhota är platt västerut, men österut är den kuperad. Runt Kamenná Lhota är det ganska tätbefolkat, med 155 invånare per kvadratkilometer. Närmaste större samhälle är Ledeč nad Sázavou, 5,7 km norr om Kamenná Lhota. Omgivningarna runt Kamenná Lhota är en mosaik av jordbruksmark och naturlig växtlighet.